# Žirovnica, Idrija
Žirovnica este o localitate din comuna Idrija, Slovenia, cu o populație de 26 de locuitori.